# Arhopala periander
Arhopala periander är en fjärilsart som beskrevs av Smith 1894. Arhopala periander ingår i släktet Arhopala och familjen juvelvingar. Inga underarter finns listade i Catalogue of Life.